# Фрида (Peanuts)
Фрида (Frieda) е героиня от поредицата карикатури Фъстъци на Чарлс М. Шулц. Дебютът ѝ е на 6 март 1961, когато Лайнъс я представя на Чарли Браун. Тя седи зад Лайнъс в училище и, въпреки че той я счита за приятелка, той признава, че е бърборана и не е могъл да чуе и дума от учителя целия срок. Нейната отличителна черта е „естествено къдравата коса“, която тя успява да спомене във всеки разговор, за ужас на всички около нея. В по-късен период от поредицата Фрида става част от бейзболния отбор на Чарли Браун като аутфилдер, но предпочита вместо тази позиция, да си говори с другия аутфилдер Луси. Тя е единственият играч, който не носи бейзболна шапка, в отбора на Чарли Браун. Тя счита, че бейзболната шапка ще скрие естествено къдравата ѝ коса.
Фрида често кара Снупи да преследва зайци с нея, но той никога не иска. Веднъж, когато тя не го наблюдава, той си играе със зайците, вместо да ги лови. Тогава, в момент на отчаяние, тя издава държанието на Снупи пред „Главната хрътка“ и питомецът на Чарли Браун е обвинен в неизпълняване на квотата за ловене на зайци. Целият квартал е ядосан на Фрида, че е направила това. Снупи не харесва Фрида и защото тя има котарак с името Фарон (Faron), който тя често носи на ръце.
Фрида е един от основните герои в Peanuts през 1960-те, но тъй като нови герои се появяват в края на същото десетилетие, тя е изобразявана по-рядко. Последното ѝ официално участие в поредицата е на 20 март 1975, малко над 14 години след дебюта ѝ. Често безименни момичета, които приличат на нея, се появяват занапред в карикатурите.
Според Шулц, той се е вдъхновил за образа на героинята от дългогодишната му приятелка Фрида Рич (Frieda Rich)- местна художничка, която срещнал, когато учел в Арт Инстракшънс Скуул (Art Instructions School) в Минеаполис.